# المحروم (ريمة)
المحروم هي إحدى قرى مديرية مزهر بمحافظة ريمة اليمنية، بلغ تعداد سكانها 1122 نسمة حسب الإحصاء الذي جرى عام 2004.